# Reinhard Metz

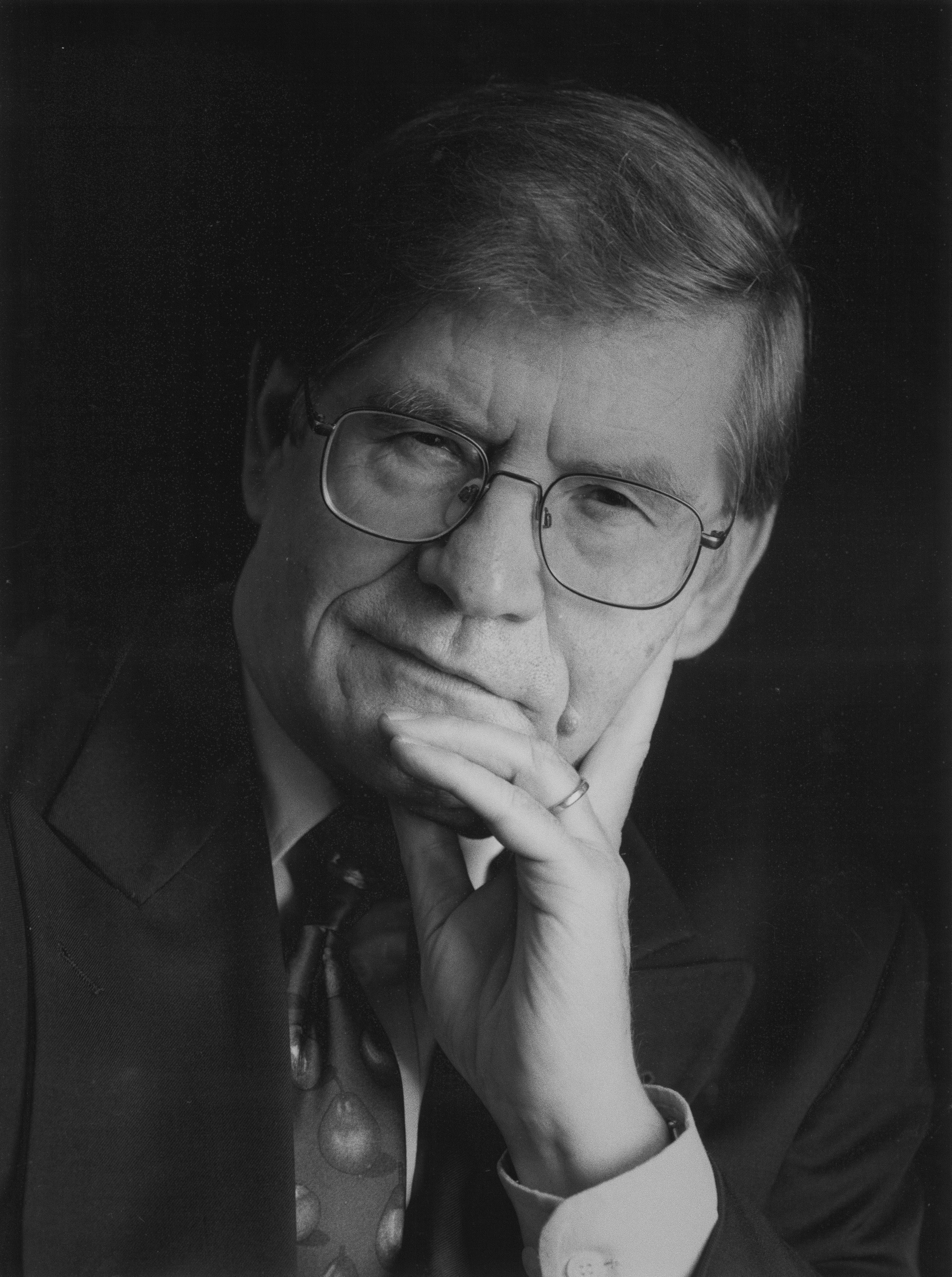
Reinhard Metz omstreeks 1995

Reinhard Metz (Hannover, 18 augustus 1937 - Bremen, 9 december 2009) was een Duitse politicus voor de CDU.

## Biografie
Metz studeerde rechten en economie. Hij werkte voor een dagblad in Bonn en was sinds 1965 freelance journalist. Sinds 1961 was hij lid van de CDU en van 1966 tot 1974 voorzitter van de Junge Union van de Vrije Hanzestad Bremen. In 1971 werd hij verkozen in de Bürgerschaft (landsparlement) van de deelstaat Bremen. In 1976 werd hij lid van de Bundestag. In 1987 was Metz lijsttrekker bij de Bürgerschaftsverkiezingen in Bremen en werd hij fractieleider in de Bürgerschaft.
Na de vorming van een grote coalitie in Bremen in 1995, werd Metz als eerste CDU-politicus voorzitter van de Bremense Bürgerschaft. Na de verkiezingen van 1999 werd hij 'staatsraad' (staatssecretaris) bij senator (minister) van financiën Hartmut Perschau. In 2003 stopte Metz zijn parlementaire activiteiten. Daarna werd hij lid van de deputatie voor cultuur van stad en land.